# 와다촌 (나가노현 지사가타군)
와다촌(和田村)은 나가노현 중동부에 위치했던 지사가타군의 촌이다.

## 역사
- 와다 고개 부근은 흑요석의 산지로서 조몬 시대부터 이용되었다

- 1506년 - 시나노국 지사가타군 와다촌이 성립되었다는 기록이 남아 있다.
- 1871년 11월 - 시나노국 지사가타군 와다촌이 폐번치현에 의해 나가노 현에 속하게 되었다.
- 1889년 4월 1일 - 시정촌제 시행으로 와다촌이 성립하였다.
- 2005년 10월 1일 - 나가토정과 합병해 지사가타군 나가토정이 성립하였다. 이로써 499년에 이르는 역사가 막을 내렸다.

## 교통

### 도로
- 국도 142호선